# Johann Gottlieb Walter
Johann Gottlieb Walter (Königsberg, 1 de Julho de 1734 — Berlim, 3 de Janeiro de 1818) foi um médico e anatomista alemão.

## Biografia
Estudou em Königsberg e Berlim onde teve como professores Johann Friedrich Meckel, o Velho e Johann Nathanael Lieberkühn (1711-1756), com quem aprendeu Plastinação. Recebeu seu diploma de médico em Frankfurt (Oder) em 1757, na Universidade Europeia Viadrina. Foi sucessor de Meckel, em 1774, como professor de anatomia do Colégio Médico Cirúrgico de Berlim, cargo que exerceu até a morte. Em 1 de Maio de 1794 tornou-se membro da Royal Society de Londres, instituição destinada à promoção do conhecimento científico, fundada em 1660.
Walter iniciou e manteve uma imensa coleção e um museu de modelos anatômicos, os quais foram comprados por 100.000 táleres pelo estado prussiano, dando início em 1803, à coleção anatômico-zoológica do departamento de zoologia da Universidade Humboldt de Berlim, com 3.300 objetos. O catálogo desta coleção foi publicado pelo seu filho em agosto de 1796, sob o título de "Museu Anatômico". Cerca de 50 peças da coleção foram destruídas na Segunda Guerra Mundial, durante o bombardeio de Berlim. Em 2006 a exposição se transferiu para o Museu Histórico de Medicina de Berlim, dentro do Instituto de Anatomia da Charité.
Seu filho Friedrich August Walter (1734-1818) também foi médico e anatomista alemão.

## Obras
- "Theses anatomico-physiologicae, dissertationi de emissariis Santorini praemissae" (Königsberg 1757)
- "Abhandlung von trocknen Knochen des menschlichen Körpers" (Berlin 1798)
- "Observationes anatomicae" (Observações anatômicas, Berlim, 1775)
- "Myologisches Handbuch" (Manual de Miologia, Berlim, 1795)
- "Epistola anatomica de venis oculi summatim et in specie de venis oculi profundis, retinae, corporis ciliaris, capsulae lentis corporis vitrei et denique de arteria centrali retinae" (Berlim, 1778)
- "Tabulae nervorum thoracis et abdominis" (Berlim, 1783).
- Anatomisches Museum, 1796, 2 vol.[4]